# Camila Pavez
Camila Alejandra Pavez Vásquez (Machalí, Cachapoal, Chile; 8 de febrero de 2000) es una futbolista chilena - argentina. Juega de mediocampista y delantera en la Universidad de Chile de la Primera División de Chile.

## Trayectoria

### Inicios
Comenzó jugando con varones en el club Villa El Guindal, formó parte de la Selección Femenina de Machalí, donde recibió diversos títulos y distinciones individuales y le valió una convocatoria en la Selección chilena con 12 años.

### Cobresal
En 2012, con 12 años, ficha y debuta con Cobresal en un partido contra Rangers, el partido culminó 4-5 y fue donde convirtió sus primeros goles. Fue goleadora en tres campañas y logró dos sub-campeonatos.

### Universidad de Concepción
De 2018 a 2019 formó parte de UdeC. En el club Campanil fue goleadora y una de las futbolistas más destacadas del torneo.

### River Plate
Aunque se esperaba su firma con Estudiantes de la Plata y tenía todo listo para fichar por el Pincha, en junio de 2019 se une al conjunto millonario, siendo la primera chilena de la historia de River Plate (en el equipo femenino).
Su primer gol fue en la goleada 7-0 de su equipo ante Defensores de Belgrano, el 7 de diciembre de 2019 por la fecha 11 del Torneo Rexona 2019-20.

### Lanús
En octubre de 2020 ficha por las Granates. El 3 de abril de 2021 marcó su primer gol con Lanús, por la segunda fecha del Torneo Apertura 2021 en el empate 1-1 ante S.A.T en calidad de visitante.

### San Lorenzo
En enero de 2022 se confirma su partida a las Cuervas. Marcó su primer gol ante River Plate en la Copa Federal, a tres días de haber sido presentada en el equipo. En enero de 2023 se anunció oficialmente su salida del club.

### Santiago Morning
En febrero de 2023 se anuncia su llegada a Santiago Morning de la Primera División de Chile.

## Selección nacional
En 2012, con 12 años fue convocada con su selección donde compartió entrenamientos con jugadoras como Christiane Endler. Ha jugado 4 partidos con la Selección de Chile Sub-20.